# Marie de Brabant (1190-1260)
Pour les articles homonymes, voir Marie de Brabant.
Marie de Brabant, née en 1190 et morte en 1260 au château de Harzburg, fut impératrice du Saint-Empire et reine de Germanie de 1214 de 1218 par son mariage avec l'empereur Otton IV, puis comtesse de Hollande par son mariage avec le comte Guillaume Ier.

## Biographie
Elle est une fille aînée du duc Henri Ier de Brabant et de sa première épouse Mathilde de Boulogne, fille de Mathieu d'Alsace. Son père avait reçu le titre de duc de Brabant des mains de l'empereur Frédéric Barberousse en 1183. En 1190, il reçoit le duché de Basse-Lotharingie en fief de l'Empire.
En juillet 1198, alors que son père participa à la croisade germanique, Maria est fiancée avec Otton de Brunswick, issu de la dynastie des Welf, qui peu de temps auparavant est élu roi des Romains prenant la succession de l'empereur Henri VI. Maria a été présente au couronnement d'Otton par l'archevêque Adolphe de Cologne à Aix-la-Chapelle.

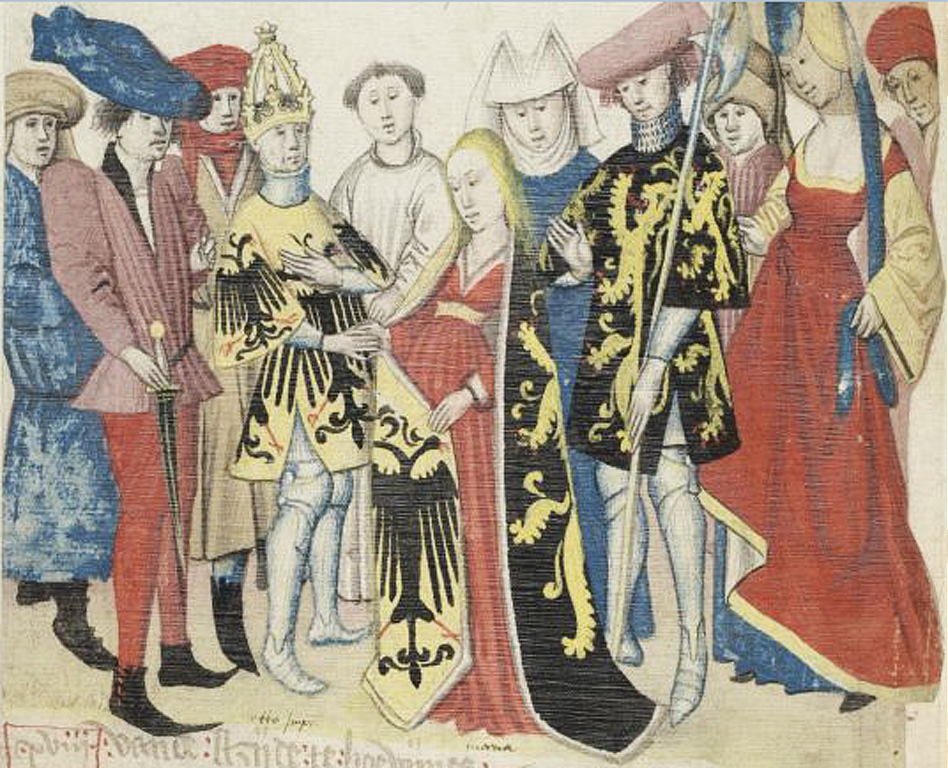
Le mariage d'Otton et de Marie, illustration des Brabantsche yeesten par Jan van Boendale.

Toutefois, le mariage arrangé par Mathilde de Boulogne a été retardé de plusieurs années lors du conflit avec la maison impériale des Hohenstaufen. En 1204, Henri de Brabant s'allia avec Philippe de Souabe, le principal rival d'Otton, et le projet parut près d'échouer. Pour justifier ses exigences, Otton a épousé Béatrice de Hohenstaufen, la fille de Philippe, en juillet 1212 ; néanmoins, la jeune femme décède trois semaines plus tard.
Désormais, les fiançailles avec Marie de Brabant sont redevenues un sujet d'actualité. Le 19 mai 1214, le mariage a eu lieu à Maastricht. Deux mois plus tard, Otton, Henri de Brabant et une pluralité d'autres souverains lotharingiens ont entamé leur marche funeste à Bouvines. Après leur refaite, les princes se tournèrent vers Frédéric II de Hohenstaufen ; pour Otton, il ne resta plus qu'à se retirer en ses domaines en Saxe. En plus, Marie, selon certaines sources, souffrait d'une forme du jeu pathologique occasionnant de réelles difficultés à son époux.
Après la mort d'Otton IV le 19 mai 1218, elle épousa, en secondes noces, en juillet 1220, le comte Guillaume Ier de Hollande qui meurt deux ans plus tard. Les deux mariages de Maria restent sans enfants. En tant que veuve, Marie  reprend le titre d’impératrice. Elle a fondé le couvent cistercien de Binderen à Helmond en 1237.
Marie est enterrée dans la collégiale Saint-Pierre de Louvain.